# Giovanni Copertino
Giovanni Copertino (Monopoli, 25 gennaio 1943) è un politico italiano, presidente della Regione Puglia dal 4 dicembre 1992 al 3 settembre 1993.

## Biografia
Ufficiale del Corpo forestale dello Stato, ha militato politicamente nelle file della Democrazia Cristiana (DC) fin da giovanissimo, ed è stato eletto per la prima volta nel 1975 al consiglio comunale di Monopoli.
Dal 1977 al 1980 è stato sindaco di Monopoli, e di nuovo dal 1984 al 1985. Consigliere provinciale della Provincia di Bari eletto nel 1980 e nel 1985, ricoprì l'incarico di assessore all'agricoltura fino al 1987, quando fu eletto presidente della provincia.
Si candida alle elezioni regionali in Puglia del 1990 per la DC, venendo eletto in consiglio regionale della Puglia, ricoprendo il ruolo di vice-capogruppo della DC, e dal 4 dicembre 1992 al 3 settembre 1993 presidente della Regione.
Nel 1994, con lo scioglimento della DC, aderisce al Centro Cristiano Democratico di Pier Ferdinando Casini, con il quale venne rieletto in Regione e ricoprì l'incarico di presidente del Consiglio regionale dal 1995 al 2000. Sedette come consigliere regionale ininterrottamente fino al 2015.
Dal 2013 al 2018 è stato assessore all'attuazione del programma del comune di Monopoli nella giunta comunale di centro-destra di Emilio Romani.